# Andrea Confesora Hernández
Andrea Confesora Hernández Peralta (La Vega, 10 de enero de 1967) es una deportista dominicana que compitió en judo. Ganó una medalla en los Juegos Panamericanos de 1987, y dos medallas en los Juegos Centroamericanos y del Caribe en los años 1986 y 1998.

## Palmarés internacional
| Juegos Panamericanos                 | Juegos Panamericanos          | Juegos Panamericanos | Juegos Panamericanos |
| Año                                  | Lugar                         | Medalla              | Categoría            |
| ------------------------------------ | ----------------------------- | -------------------- | -------------------- |
| 1987                                 | Indianápolis (Estados Unidos) | Medalla de plata     | –66 kg               |
| Juegos Centroamericanos y del Caribe |                               |                      |                      |
| Año                                  | Lugar                         | Medalla              | Categoría            |
| 1986                                 | Santiago (Rep. Dominicana)    | Medalla de oro       | –72 kg               |
| 1998                                 | Maracaibo (Venezuela)         | Medalla de plata     | +72 kg               |

## Trayectoria

### Primeros años
Nació el 10 de enero de 1967 en La Vega, República Dominicana. Es la quinta hija de Ramón María Hernández y María Peralta Carmona. Realizó sus estudios primarios en la escuela Ramón del Orbe y la Secundaria en el Liceo Don Pepe Álvarez.

### Juegos Panamericanos
En 1987, logró en los Juegos Panamericanos de Indianápolis (Estados Unidos) la medalla de plata en los –66 kg, perdiendo frente a Sandra Greaves de Canadá. La tercera posición correspondió a Christine Penik de Estados Unidos y Marcia Quiñónez, de Ecuador. Andrea se convirtió en la primera mujer dominicana en alcanzar una medalla en esa clase de eventos.

### Juegos Centroamericanos y del Caribe
Fue parte de la selección que representó al país en los Juegos Centroamericanos y del Caribe, que tuvieron como escenario a la ciudad de Santiago en 1986, donde obtuvo la medalla de oro en –72 kg. En esa oportunidad, Andrea se impuso en la pelea final a Idania Hernández de Cuba; la tercera posición correspondió a la venezolana Anny Hernández.
Debido a su participación en los XV Juegos Centroamericanos y del Caribe, la judoca fue seleccionada como atleta del año a nivel nacional, convirtiéndose en la primera mujer en obtener dicho reconocimiento. Hernández obtiene este premio por tres años consecutivos en 1986, 1987 y 1988.
Se impone en el III Campeonato Centroamericano y del Caribe de Yudo que se celebró en 1997 en la República Dominicana. En esa oportunidad logró la medalla de oro en +72 kg. Al año siguiente logra medalla de plata en los Juegos Centroamericanos y del Caribe de 1998, evento que se realizó en la ciudad de Maracaibo, Venezuela.

### Retiro
La selección dominicana de judo no incluyó en su equipo a Hernández para ir a los Juegos Olímpicos de 1988 celebrados en Seúl, Corea del Sur, razón por la cual Hernández decide retirarse estando en la cúspide de su carrera.
Se muda a los Estados Unidos, donde empieza una nueva vida. Inicia sus estudios profesionales y al cabo de un tiempo decide regresar a su país. Es recibida en un evento deportivo donde le tocó la responsabilidad de llevar la antorcha; ahí le nace el deseo de volver al judo. Con 27 años entra a formar parte de la selección nacional de yudo a nivel superior. Se retira de manera formal y definitiva, por una enfermedad de su padre, en 1999. Luego pasa a formar parte de la Asociación de Yudo de la Provincia de La Vega.

## Premios y reconocimientos
- Inmortal en el templo de la Fama del Deportista Vegano.[6]
- Salón de la Fama del Yudo Panamericano.[7]
- Salón de la Fama de las Artes Marciales de la República Dominicana.[8]
- Pabellón de la Fama del Deporte Dominicano.[9]